# 1268
Năm 1268 là một năm trong lịch Julius.